# Partido Demócrata Nacional de Afar
El Partido Demócrata Nacional de Afar (en amárico: የአፋር ብሔራዊ ዴሞክራሲያዊ ፓርቲ ; PDNA) fue un partido político de Etiopía.  
Se creó en 1999 a partir de una fusión del Frente de Liberación Afar (ALF) y la Organización Democrática Popular Afar con tres organizaciones más pequeñas: el Frente de Liberación Nacional Afar, el Frente Revolucionario de Unidad Democrática Afar (ARDUF) y el Movimiento Democrático Nacional Afar. Sin embargo, ha habido informes más recientes que indican que ALF y ARDUF todavía operan como organizaciones independientes.
En las elecciones de la Asamblea Regional de agosto de 2005, el partido ganó 84 de 87 escaños en la Región Afar.
El 1 de diciembre de 2019 se disolvió voluntariamente en favor de una nueva agrupación con el nombre de Partido de la Prosperidad.